# Béquignol gris
Le béquignol gris est un cépage français de raisins gris-mauve.

## Origine et répartition géographique
C'est une variété du béquignol et il a été rencontré dans l'Indre et dans les Landes. Ce cépage est sans intérêt commercial.
Sont aussi connues les variétés béquignol et béquignol blanc.

## Caractères ampélographiques
- Extrémité du jeune rameau épanoui, cotonneux blanc à liseré carminé.
- Jeunes feuilles duveteuses à plages bronzées.
- Feuilles adultes, orbiculiares à cinq lobes avec des sinus latéraux étroits ou à bords superposés, un sinus pétiolaire en lyre, des dents ogivales et étroites, un limbe légèrement aranéeux en dessous.

## Aptitudes culturales
Ce cépage débourre quelques jours après le Chasselas et sa maturité est de deuxième époque : 10 jours après le Chasselas.

## Potentiel technologique
Les grappes sont de taille petites à moyennes et les baies sont moyennes. Le cépage est sensible à l'oïdium mais assez résistant au mildiou et aux gelées d'hiver.

## Synonymes
Gros gris.